# الدوري البلغاري الممتاز 1966-67
الدوري البلغاري الممتاز 1966-67 (بالبلغارية: „А“ група 1966/67)‏ هو الموسم 43 من الدوري البلغاري الممتاز. أشرف على تنظيمه اتحاد بلغاريا لكرة القدم، وكان عدد الأندية المشاركة فيه 16، وفاز فيه نادي بوتيف بلوفديف.